# История Уганды
История Уганды охватывает историю территорий, на которых в настоящее время располагается Уганда, и людей, населявших этот регион.

## Древняя история
Первыми людьми, населявшими Уганду, были охотники и собиратели. Они заселили регион ещё во времена палеолита. Около 500 г. до н. э. туда переселились земледельцы, говорившие на языках банту.  В первых веках н. э. здесь стали селиться племена банту. В течение следующей тысячи лет они освоили выплавку железа и гончарное ремесло. В отдельных районах современной Уганды проживали пигмеи.

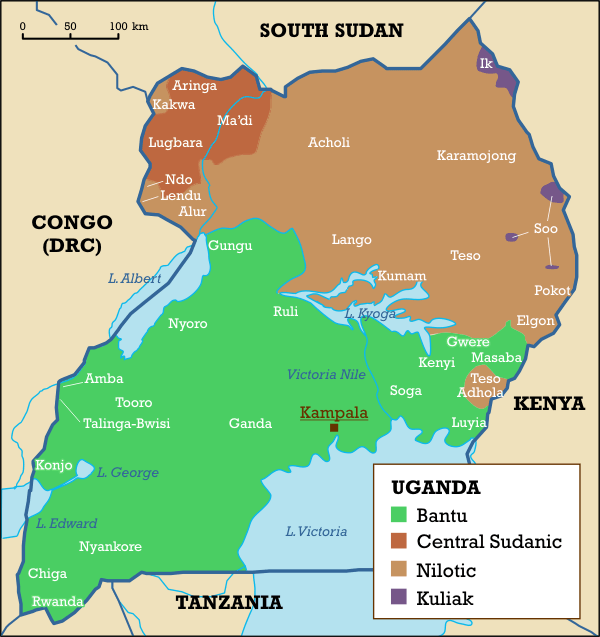
Языковая карта Уганды. Зелёным цветом обозначены языки банту

## Средние века и Новое время
С XI века с севера и северо-востока сюда стали мигрировать нилотские племена кочевников, говоривших на нилотских языках. В X—XI веках этими мигрантами было основано раннефеодальное государство Китара. В XIV—XV столетиях Китара переживала свои расцвет. Впоследствии Китара из-за гражданских войн раскололась на несколько государств.
Участники других миграционных потоков создавали объединения, подобные тем, которые были у них в Судане. Социально-политические структуры этих объединений не придерживались жёсткой иерархии, характерной для Китара-Буньоро. В результате социоэтнических процессов сложились современные народы ачоли, ланги и падхола. Народы, говорившие на языке атекер, мигрируя на запад, пересекли современную восточную границу Уганды, заложили основы языка и культуры современных карамоджонг и итесот и оказали влияние на ланги.
На побережье озера Виктория в XVIII веке возникло феодальное королевство Буганда, к середине XIX века ставшее довольно сильным государством в регионе Центральной Африки. Буганда расширяла свою территорию за счёт Китары.
В середине XIX века в Буганде появляются торговцы-арабы. Кроме торговли, арабы занимались обращением местного население в мусульманскую религию. 
В 1860-х годах в Уганду прибывают европейские путешественники, пытавшиеся найти исток Нила. В то время на территории Уганды было четыре независимых государства: Буганда, Уньоро, Нкоре, Торо.

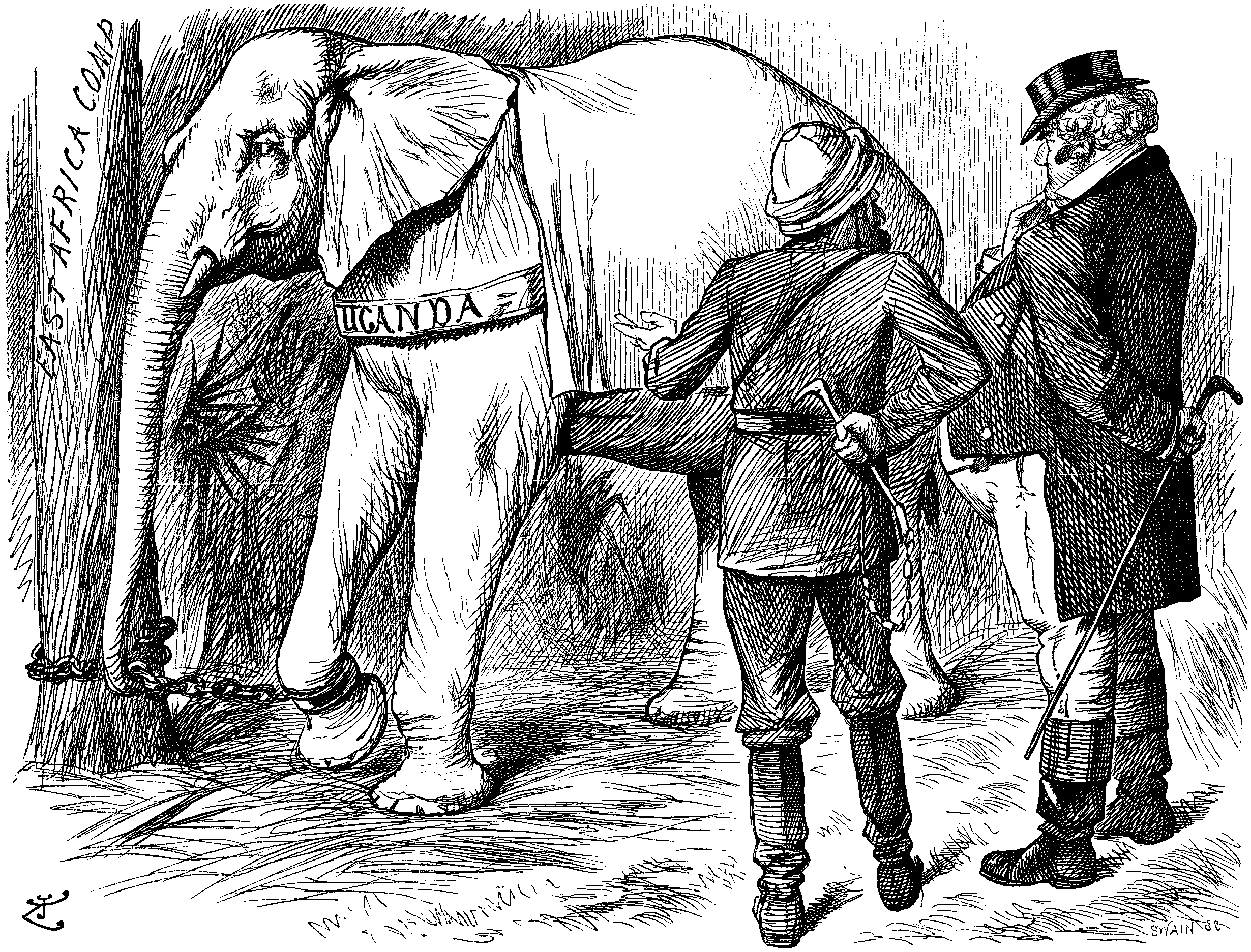
Карикатура в журнале Punch: Британская Восточно-Африканская компания пытается продать Уганду в образе белого слона британскому правительству (1892).

В 1862 году в Буганду прибыла экспедиция англичанина Джона Спика. Он проповедовал «королю» (по-местному — кабаке) Буганды Мутесу христианство. Затем там появился известный путешественник Генри Мортон Стэнли. С его подачи кабака пригласил в страну христианских миссионеров. Проповедники-англикане прибыли в 1877 году, однако уже в 1879 году за ними последовали и французские миссионеры-католики. В то же время на территории нынешней Уганды активизировали свою деятельность и мусульманские проповедники. Новый молодой кабака Буганды — Мванга — попытался прогнать из страны и христианских, и мусульманских проповедников, однако это привело лишь к началу религиозных войн, продолжавшихся с 1888 по 1892 годы.
В 70-х годах XIX века в Уганду прибывают христианские миссионеры. Они пытались обратить местное население в католичество и протестантизм. 
По Гельголандскому договору 1890 года между Соединенным Королевством и Германией британцы получили свободу действий на территории Уганды. Туда была направлена экспедиция во главе с отставным офицером, ветераном войн в Афганистане и Судане Фредериком Лугардом, который заключил с «королём» Мвангой договор. В июне 1894 года Британия взяла под свой протекторат Буганду, а затем и прилегающие племена. В 1894 г. было установление английского протектората над Угандой.
С 1904 года английские колонизаторы стали внедрять в Уганде выращивание хлопчатника, с 1906 начали организовывать предприятия по переработке хлопка. Также британские колонизаторы основали в Уганде плантации кофе. Для экспорта сельхозпродукции использовалась построенная колонизаторами в 1902 году железная дорога от озера Виктория к Индийскому океану.
Во время Второй мировой войны угандийские солдаты под командованием британских офицеров воевали в Африке (в Эфиопии и на Мадагаскаре), на Ближнем Востоке, в Бирме.
В 1945 году колонизаторы ввели представительство африканцев в законодательном совете колонии (созданном в 1921 году). Во второй половине 1950-х годов в Уганде возникло множество политических партий, враждовавших между собой.

## Новейшее Время

### Протекторат (генерал-губернаторство) Великобритании (1894—1962)

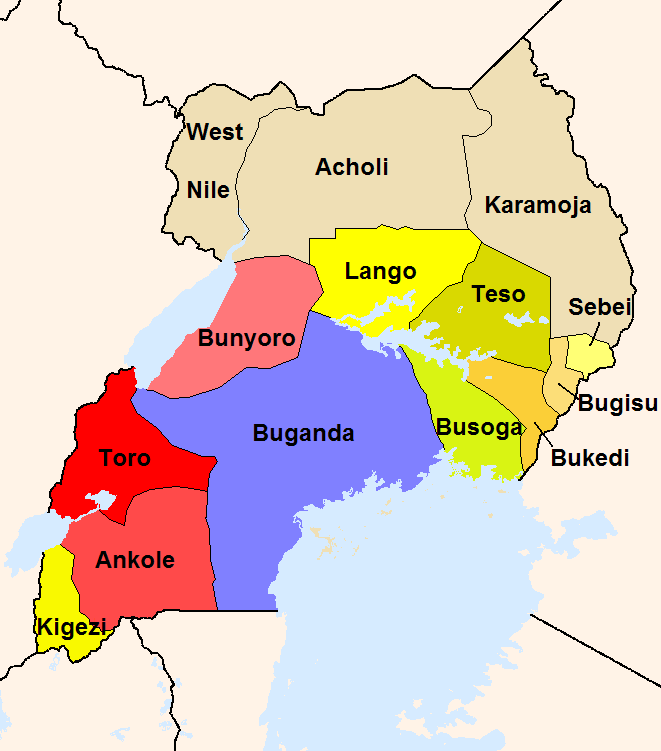
Регионы и народы Уганды. Синим цветом обозначена Буганда

Во время протектората главной сельскохозяйственной культурой был хлопчатник. Возделывались и другие культуры, такие как чай, кофе, картофель, бананы. На территории государства велась добыча золота, вольфрама и некоторых редких металлов. Власти построили железную дорогу, соединившую страну с Индийским океаном. В 1951 году население Уганды составляло 5,2 млн человек.
В 1936 году королём или кабакой Буганды стал Мутеса II. Его правление всегда координировалось властями Великобритании с помощью губернаторов Уганды. В начале 50х годов Мутеса раскритиковал планы губернатора по реформам государства. В ответ на это в 1953 году губернатор отправил Мутесу в ссылку в метрополию. Это вызвало недовольство в Буганде. Чтобы восстановить доверие к властям, британская администрация пошла на некоторые уступки, предоставив королевству ряд привилегий. 17 октября 1955 года Мутеса вернулся в страну.
В 1961 году были проведены выборы в Национальную ассамблею Уганды. Население Буганды(баганда) бойкотировало эти выборы, потому что баганда выступали за независимость или особый статус страны в составе Уганды, с чем не соглашались британцы. В результате на выборах одержала победу «Демократическая партия», изначально созданная для объединения католиков. Её лидер, Бенедикто Киванука, стал главой правительства переходного периода.
В апреле 1962 года были проведены новые выборы в Законодательный совет Уганды. На этот раз бугандийская аристократия создала свою партию — «Кабака Екка» (в переводе — Только Кабака). Многие баганда голосовали за партию своего короля, что дало ей возможность получить равное количество мест в ассамблее с «Демократической партией» (по 22). Победителем на выборах, стала партия «Народный конгресс Уганды». Её руководитель, Милтон Оботе, занял должность премьер-министра. В ассамблее была сформирована коалиция в составе «Народного конгресса Уганды» и «Кабака Екка». Была принята конституция, которая придавала четырём традиционным королевствам и территории Бусога федеральный статус. 9 октября 1962 года Уганда стала независимым государством.

### Первое правление Милтона Оботе (1962—1971)
Кабака Буганды Мутеса был выбран Национальной ассамблеей президентом Уганды, сменив назначаемого британцами губернатора. Однако в соответствии с конституцией Уганды, согласованной с британцами до обретения независимости, пост президента был церемониальным, премьер-министр обладал бо́льшей властью.
Отношения между Оботе и Мутесой складывались непросто. Их интересы сталкивались по нескольким позициям. Во-первых, они по-разному видели пути развития государства. Президент Мутеса, являвшийся одновременно кабакой Буганды, старался сохранить больше привилегий за своей федеральной землей. Во-вторых, сложилась ситуация, когда обладавший бо́льшей властью Оботе не имел такого формального влияния, как президент. Оботе пытался «перетянуть одеяло на себя», что не нравилось Мутесе. Наконец, Оботе и его окружение представляли народы северной Уганды. Из этих же народов набиралась армия. Мутеса мог чувствовать к премьер-министру неприязнь по этническому признаку.
В 1966 году несколько министров правительства попытались свергнуть Милтона Оботе с должности премьер-министра. Мутеса поддержал выдвинутые против премьера обвинения в присвоении гос. имущества. Но Оботе смог удержаться у власти и арестовал пять министров из своего правительства. Он отменил старую конституцию и ввел временную. Новая конституция, принятая в 1967, упразднила федеративное устройство, превратив Уганду в унитарное государство. Сам Оботе занял пост президента, сместив Мутесу.
Население Буганды не согласилось с потерей федерального статуса для своей страны, а также со смещением кабаки с президентской должности. Бугандийское правительство объявило о выходе государства из состава Уганды. Для преодоления сепаратистского кризиса Оботе решил использовать армию. Правительственные войска, которыми командовал Иди Амин, подавили мятеж и взяли Кампалу под контроль. Король Мутеса отправился в изгнание в Англию.
Для укрепления режима собственной диктатуры Оботе «отложил» выборы. В 1969 году он ввел режим чрезвычайной ситуации на всей территории и запретил оппозицию. В области экономической политики Оботе склонялся к социалистическому развитию. В частности, он планировал увеличить долю государства в экономике. Но каких-либо решительных шагов Оботе предпринять не успел, потому что «сдвиг влево» был объявлен в 1969, а 1970 был последним годом президентства Оботе.
25 января 1971 года, пока Милтон Оботе был на саммите глав государств, входящих в Содружество наций, Иди Амин организовал военный переворот, захватил власть и установил один из самых жестоких тоталитарных режимов в Африке. Милтон Оботе попытался вернуться в страну, но остановиться ему пришлось в Танзании.

### Диктатура Иди Амина (1971—1979)
Сразу после переворота Амин обнародовал декларацию из 18 пунктов, которые объясняли свержение Оботе. Среди причин были названы нарушения прав человека, низкий уровень жизни и неспособность прежнего правительства справиться с коррупцией. Для обеспечения своей популярности среди народа Буганды, Амин разрешил захоронить на родине умершего к тому времени Мутесу и сам участвовал в похоронах.
Чтобы исключить попытки военного переворота, Амин репрессировал офицеров из народов, близких к Милтону Оботе (В основном, ачоли и ланги). На освободившиеся места он продвигал нубийцев — потомков суданских солдат, служивших в Уганде ещё при британцах. Для борьбы с гражданскими недовольными Амин издал два указа: № 5 и № 8. По пятому указу, любой гражданин мог быть задержан военными за нарушение порядка. А чтобы родственники задержанных не обращались в суды, указ № 8 придавал военным, действующим от имени правительства и во имя сохранения «порядка», иммунитет от преследований. Для проведения репрессий были созданы и другие органы, например, Государственное управление расследований. Число жертв аминовских репрессий, по разным оценкам, составляет от 250 до 500 тысяч человек. Многие угандийцы бежали в соседние страны. Люди, бежавшие в Танзанию, ещё сыграют свою роль в истории Уганды.
К 1972 году в Уганде проживало 50 тысяч «азиатов» — выходцев из Индии, населивших Уганду в годы британского владычества и составивших угандийскую «мелкую буржуазию». Им принадлежало множество мелких, средних и крупных предприятий. К концу 1972 года «азиатов» в стране почти не осталось, а их счета и предприятия достались правительству. Также Амин национализировал предприятия, принадлежавшие иностранцам, в основном англичанам. Изгнание «азиатов» сначала вызвало положительную реакцию угандийцев, но неумелое управление предприятиями вызвало настоящий экономический кризис, нехватку товаров первой необходимости. В результате дефицита товаров цены возросли в несколько раз. За время правления Амина стоимость жизни возросла на 500 %. Большая же часть бюджета расходовалась на армию.
Во внешней политике Иди Амин разорвал отношения с Израилем, выдворил израильтян из страны, поддерживал арабскую политику в регионе. Особенно он сошёлся с лидером ливийской революции Муаммаром Каддафи. Антиизраильская политика Иди Амина достигла апогея в июне 1976 года, когда он разрешил сесть в аэропорту близ Кампалы самолету, захваченному террористами. Целью захвата было вынудить государство Израиль освободить задержанных палестинцев. Амин не только гостеприимно встретил террористов, но и вооружил их. Израильское правительство решило освободить заложников силой, что и было сделано в ходе операции «Энтеббе». Также были уничтожены 30 самолётов МиГ-17 и МиГ-21 угандийских ВВС.

### Конец правления Иди Амина
Осенью 1978 года произошло восстание в угандийской армии. Вскоре восставшие укрепились в южных районах страны и начали получать помощь от эмигрантов в Танзании. Иди Амин использовал этот факт, чтобы обвинить Танзанию в агрессии. Началась война с Танзанией в октябре 1978 года. Неожиданное наступление принесло на начальном этапе войны победы для Амина. Он захватил область Кагера. Однако проведенная мобилизация увеличила численность танзанийцев более, чем в два раза: с 40 тысяч до 100. К тому же, лидеры групп угандийцев, бежавших от террора Амина, в марте 1979 года в городе Моши объединились во «Фронт национального освобождения Уганды». В деятельности «фронта» принимали участие такие люди, как Милтон Оботе, Тито Окелло, Базилио Олара-Окелло, Йовери Мусевени, Годфри Бинайса, Пауло Муванга. Главой исполнительного совета «фронта» стал Юсуф Луле.
Коалиция танзанийской армии и «Фронта национального освобождения» Уганды выбила аминовцев из Танзании и продолжила борьбу на территории Уганды. Несмотря на помощь ливийцев, присланных Каддафи, 11 апреля 1979 года Кампала была взята. Иди Амин отправился в изгнание в Саудовскую Аравию.

### Переходный период
После поражения Амина власть досталась Фронту национального освобождения Уганды. Главой государства в апреле 1979 года стал руководитель фронта — Юсуф Луле. Бывший более ученым, чем политиком, Луле не представлял угрозы ни для одной из сторон, составлявших фронт. В качестве парламента был создан Национальный консультативный совет.
Совет и Луле были представителями различных политических взглядов. Радикальные члены совета критиковали Луле за консерватизм и авторитаризм. В июне 1979 года Луле был отстранен от должности. Это решение было одобрено, а может и подготовлено президентом Танзании Ньерере, чьи войска до сих пор контролировали Кампалу.
20 июня 1979 Национальный консультативный совет избрал Годфри Бинайсу президентом. Он продержался на посту дольше, чем Луле. Но его правление не смогло установить стабильность и преодолеть хаос. Сторонники Милтона Оботе организовывают массовые беспорядки, для того чтобы показать, что новая власть потеряла контроль над ситуацией. 12 мая 1980 Бинайса попытался отправить в отставку начальника генерального штаба армии. Однако этому воспротивидась военная комиссия фронта под руководством Пауло Муванга. Комиссия свергла Бинайсу, а Муванга на несколько дней стал главой страны. 22 мая создается Президентская комиссия, которая должна была выполнять функции президента. Главой комиссии стал сам Муванга.
Выборы в парламент страны были назначены на 10 декабря 1980 года. Решено было проводить выборы по партиям и не использовать Фронт национального освобождения в предвыборной гонке. В выборный процесс вступили как старые партии, участвовавшие в предыдущих выборах 18 лет назад, так и новые. К старым партиям можно отнести Народный конгресс Уганды (партия Милтона Оботе), «Демократическую партию» (во главе Юсуф Луле и Пол Семогерере) и консервативную партию (наследник партии, поддерживавшей кабаку). Одна из новых партий — Патриотическое движение Уганды (глава- Йовери Мусевени и Годфри Бинайса).
Выборы 10 декабря проходили в сложной обстановке. Приходили сообщения о серьёзных нарушениях. Некоторых кандидатов от Демократической партии задерживали, снимали с выборов.
Победу на выборах, по собственному подсчету, одержала Демократическая партия. Она заняла 81 место из 126. Сторонники партии уже праздновали победу, но в это время контроль над избирательной комиссией взял Пауло Муванга, председатель Президентской комиссии. Он заявил, что любой, кто будет оспаривать официальные результаты, будет подвергнут наказанию. Через несколько часов Муванга объявил, что Угандийский национальный конгресс получил 72 места, Демократическая партия будет представлена 51 депутатом, а Патриотическое движение Мусевени получило лишь одно место.
По результатам выборов, Милтон Оботе стал Президентом Уганды. Муванга стал вице-президентом и министром обороны. Оппозиционные политики, недовольные результатами выборов, «ушли в буш», то есть начали вооруженное сопротивление новому режиму.
На фоне полной экономической разрухи и разгоравшейся гражданской войны началось второе правление Милтона Оботе.

### Второе правление Милтона Оботе (1980—1985)
Первое, с чем столкнулся новый президент, это экономический кризис. Неразумное правление Иди Амина, развязанная им война, а затем нестабильный переходный период полностью развалили экономику страны. В 1981 году внешний долг был свыше 800 миллионов долларов. Инфляция приближалась к ста процентам в год.
В этот раз Оботе решил не следовать социалистической модели. Он объявил, что будет проводить политику, направленную на создание смешанной экономики. То есть он хотел, чтобы в экономике действовало как государство, так и частный сектор. Такое решение положительно отразилось на имидже нового президента среди западных инвесторов и правительств.
Затем Оботе обращается за иностранными инвестициями. И он добивается их. Кредиты идут от США, Международного валютного фонда, Международного банка реконструкции и развития. В то же время произошёл рост цен на основные экспортные продукты: кофе, хлопок. Для большей эффективности экспорта Оботе девальвировал угандийский шиллинг на 100 %. В целях восстановления промышленности и торговли внутри страны президент пригласил изгнанных Иди Амином «азиатов». Как и простые угандийцы, «азиаты» имели полную свободу частной инициативы. Однако в страну вернулись лишь 10 %. Развивать сельское хозяйство планировалось с помощью частных инвестиций. Для их привлечения Оботе хотел снизить налоги. Все это положительно повлияло на экономическое положение. Но жизнь простых угандийцев улучшалась слишком медленно.
После прошедших в декабре 1980 года парламентских выборов политики, недовольные результатами выборов в парламент страны развязали в стране гражданскую войну. 6 февраля 1981 года Йовери Мусевени и несколько его сторонников объявили о создании Народной армии сопротивления (НАС), начав вооружённую борьбу против правительства Оботе. В июле того же года НАС, слившись с отрядами «бойцов за освобождение Уганды» Юсуфа Луле, становится Национальным движением сопротивления. Национальное движение сопротивления вело борьбу в основном в сельской местности, особенно в центральной и западной Буганде, а также в Анколе и Буньоро на западе Уганды. Существовали и другие повстанческие группы. Например, в регионе Западного Нила (на севере Уганды) действовали сторонники Иди Амина.
Чем больше росла поддержка повстанцам, тем сильнее становился террор Оботе. За подозрения в поддержке армии Мусевени уничтожали целыми семьями. В стране появилось большое количество концентрационных лагерей, через которые прошли до 150 тысяч человек. По сообщениям организации «Международная амнистия», в лагерях к заключенным применялись пытки. Чтобы уменьшить поддержку повстанцев в округе Луверо, к северу от Кампалы, Оботе провел масштабную депортацию населения. Для организации военного руководства, президент пригласил северокорейских специалистов. Это решение сильно обеспокоило западные правительства, и так критиковавшие Оботе за репрессии.
Во время Гражданской войны Милтон Оботе все больше отстранял от управления армией генералов, представителей народности ачоли. На их место он назначал своих «соплеменников» из народности ланги. Конечно, это не нравилось генералам из ачоли. К тому же, ачоли утверждали, что они непосредственно участвуют в боях чаще, чем ланги. Поэтому 27 июля 1985 года военные отряды ачоли из Фронта национального освобождения, который был тогда национальной армией, под командованием Базилио Олара-Окелло и его однофамильца Тито Окелло организовали государственный переворот. Так закончилось второе правление Оботе. Он бежал в Найроби, а потом жил в Замбии до своей смерти.
В результате репрессий во время второго правления Милтона Оботе погибло, по разным оценкам, от 100 до 500 тысяч человек. Ещё до 500 тысяч эмигрировали из страны, спасаясь от карательных органов правительства. Большое количество людей было изгнано с мест их проживания, им приходилось вести очень тяжелую жизнь. В документах Национального движения сопротивления говорится, что инфраструктура пришла в упадок, школы и больницы были разорены; промышленные предприятия остановились.

### Военное правление (1985—1986)
С 27 по 29 июля 1985 года Базилио Олара-Окелло был председателем военного совета и де-факто главой государства Уганда. С 29 июля он стал командующим вооруженными силами. Военный совет, а следовательно и всю страну, возглавил Тито Окелло. Окелло правил страной в качестве президента 6 месяцев. Во время военного правления было приостановлено действие конституции, созданной ещё Милтоном Оботе в 1967 году и введенной в силу во второй раз в 1980, и был распущен парламент.
Для борьбы с повстанцами Окелло сначала использовал сторонников Иди Амина. Это отрицательно сказалось на восприятии нового правительства за рубежом. Но даже с помощью аминовцев Окелло не мог контролировать страну. Армия устала от войны, её раздирали межплеменные противоречия. Потому у Тито Окелло оставался один выход.
Тито Окелло решил закончить «Войну в кустах». Он предложил всем оппозицинным движениям прекратить вооружённые действия и войти в состав правительства национального единства. Он также пообещал восстановить уважение к правам человека, окончить межплеменные соперничества и провести свободные и честные выборы. Мусевени принял решение начать переговоры с новым правительством. Осенью в Найроби при посредничестве кенийского президента Даниэля Арап Мои прошли мирные переговоры, результатом которых стало подписание 16 декабря мирного договора о прекращении огня. Однако вскоре Народная армия сопротивления, возглавляемая Йовери Мусевени, разорвала мирное соглашение и продолжила боевые действия против правительственных войск.
В начале января 1986 года НАС начала наступление на Кампалу. Правительственные войска в спешном порядке начали отступать, бросая вооружение и технику, а также оставляя укреплённые позиции. 26 января повстанцы штурмом взяли столицу страны Кампалу. Тито Окелло отправился в изгнание в Кению. Его однофамилец Базилио Олара-Окелло эмигрировал в Судан.

## Правление Йовери Мусевени (1986 — наст. время)

### Политическое развитие
Для восстановления страны Национальное движение сопротивления выдвинуло конкретную программу — «10 пунктов». Первый пункт говорил о необходимости восстановления реальной демократии. Во втором пункте указывалось, что насилие и репрессии со стороны государства могут быть остановлены демократией и отсутствием коррупции во власти. Пятый пункт — создание независимой, самодостаточной экономики, которая сможет остановить утечку национального богатства Уганды. Восьмым пунктом предлагалось решить проблему жертв прошлых режимов: земля должна быть возвращена тысячам незаконно перемещенных людей. Девятый пункт — поддержание хороших отношений со всеми странами Африки, особенно с соседями. Однако Уганда должна защищать права человека всех африканцев, притесняемых диктаторами. Наконец, в десятом пункте закреплялось, что правительство будет создавать смешанную экономику, используя и капиталистические, и социалистические методы.
В политической сфере Мусевени провел радикальные реформы. Он запретил партиям выставлять кандидатов на выборах. Мусевени считал, что политические партии раскалывают Уганду по этническим, идеологическим и религиозным признакам. Поэтому новый президент ввел беспартийную систему. Она получила название «Система движения», так как роль главной политической силы выполняло «Национальное движение сопротивления». На местных уровнях Мусевени приказал создать советы сопротивления (ныне местные советы). Эти советы являются выборными правительствами различных государственных образований: от деревень до округов.
С 1986 по 1995 год в Уганде был объявлен переходный период. Однако это не помешало провести парламентские выборы в 1989 году. Так как партиям было запрещено выставлять кандидатов, большинство депутатов были независимыми. В 1995 году конституционное собрание, избранное 28 марта 1994 года, приняло конституцию Уганды. Конституция подтвердила «Систему движения», ввела основные права и свободы, установила, что один человек может избираться президентом только 2 раза. В 1996 году были проведены президентские и парламентские выборы. Президентом стал Йовери Мусевени, набрав 74 % голосов. Выборы были признаны честными.
В 2005 году были внесены две существенные поправки в конституцию. Первая была принята на референдуме 28 июля. Она разрешила партиям участвовать в выборах. Вторая поправка, разрешившая одному человеку становиться президентом неограниченное количество раз, была принята парламентом в июне. Это позволило Мусевени баллотироваться третий (в 2006) и четвёртый (в 2011) раз. Наблюдатели зафиксировали на этих выборах многочисленные нарушения, лидер оппозиции Кизза Бесидже даже подавал жалобы в суд. Но судьи, отметив, что нарушения имели место, не отменили итоги.

### Экономическое развитие
В области экономического развития Мусевени обратился за помощью к МВФ и Всемирному банку. В 1987 году эти институты разработали программу, направленную на рост экономики. Выполнение этой программы, включавшей восстановление стабильных цен, устойчивого платежного баланса, инфраструктуры; создание стимулов для производителей, используя ценовую политику, ускорила экономическое развитие. Более того, Уганда стала первой страной, вступившей в специальную программу «Бедные страны с большими долгами» по списанию долга со стран, находящихся в тяжелейшей экономической ситуации.
К 1990 году действия дали серьёзные результаты: инфляция упала до 30 % (в 1987 свыше 200 %), некоторые цены стабилизировались, росло промышленное производство. Началась борьба с монополиями. Рост ВВП с 1990 до 2003 года был на уровне 6,3 % в год (что однако является худшим результатом по сравнению с первым периодом Милтона Оботе в 1962—1968). Несмотря на все успехи, дефицит бюджета даже с учетом финансовой помощи равен 3 %, а без неё — 9 %. Минимальная инфляция была зафиксирована в 2006 — 6,6 %. После этого она начала возрастать и достигла 14 % в 2009 году. В 2010 цены на продукты питания упали и инфляция равнялась 4 %. Но в 2011 году цены на продовольствие и топливо резко поднялись. Это использовали в предвыборной кампании оппоненты Мусевени. После его победы главный противник избранного президента Кизза Бесидже организовывал многочисленные демонстрации против дороговизны жизни. Демонстрации разгонялись властями как несанкционированные.

### ВосстаниеГосподней армии сопротивления
В 1986 году Элис Лаквена объявила, что она установила связь со Святым Духом и что через неё он передает свою волю. Лаквена основала «Движение Святого Духа» с целью свергнуть правительство Мусевени и основать государство без насилия. Собрав 7000 бойцов, в ноябре и декабре «Движение», объединившись с другой повстанческой группой «Угандийской народной демократической армией», одержало несколько неожиданных для правительства побед. В августе 1987 Лаквена организовала марш на Кампалу. Несмотря на обещание о том, что сила Святого Духа защитит солдат «Движения» от вражеских пуль, армия Лаквены была остановлена и разбита. Сама прорицательница эмигрировала.
Остатки «Движения Святого Духа» организовали различные повстанческие объединения. Одним из таких объединений стала «Господня армия сопротивления». Её лидером стал родственник Лаквены Джозеф Кони. Он заявил, что хочет править Угандой, основываясь на 10 заповедях. Для достижения своей цели «Господня армия» подняла восстание на севере страны.
Это восстание явилось настоящей катастрофой для жителей земель, где оно проходило. Действия повстанцев отличались жесткостью. «Господня армия сопротивления», по оценкам «Хьюман Райтс Вотч» и «Эмнести Интернэшнл», лишила жизни десятки тысяч человек. Канал «Би-би-си» со ссылкой на заместителя генерального секретаря ООН по гуманитарным вопросам Яна Эгеланда приводит цифру в 100 тысяч погибших. Также повстанцев обвиняют в похищении 20 тысяч детей и использовании их для своих нужд, в том числе для участия в боевых действиях. Свыше 1.6 миллиона человек бежали из райнов, охваченных восстанием. В 2005 году Международный уголовный суд объявил 5 человек из «армии» в розыск. В их числе и Джозеф Кони.
В июле 2006 повстанцы объявили о прекращении сопротивления и предложили начать переговоры. В конце августа того же года сторонам удалось прийти к соглашению о перемирии. Это можно считать окончанием восстания «Господней армии сопротивления» на территории Уганды. По условиям соглашения, повстанцы должны собраться в лагерях на юге Судана. Собравшиеся в лагерях должны были получить амнистию и непреследование за свои преступления. Предоставление амнистии международным преступникам критиковали многие международные организации. В апреле 2008 был согласован мирный договор, но Джозеф Кони отказался его подписать. Свою повстанческую деятельность «армия» продолжила на территории Центральноафриканской республики, южного Судана и Демократической республики Конго. В декабре 2008 вооруженные силы этих государств совместно с угандийской армией начали военную операцию против повстанцев. Операция продолжается и в 2011 году.
В самой Уганде не было атак группировки с августа 2006. Многие из 1.6 млн беженцев вернулись в свои дома, а помощь со стороны правительства и международных доноров помогает им восстановиться после двадцатилетней гуманитарной катастрофы.

### Другие значительные события, произошедшие во время президентства Мусевени
1) успешная борьба с вирусом иммунодефицита человека. В 80х годах от 20 до 30 % населения были инфицированы. За 20 лет борьбы с заболеванием доля заболевших снизилась до 7 — 10 %.
2) вовлечённость Уганды во Вторую конголезскую войну.
3) ухудшение отношений с Суданом в 1995 году. Мусевени обвинил Судан в поддержке «Господней армии сопротивления». Суданское правительство, в свою очередь, обвинило Уганду в связях с «Народной армией освобождения Судана». Связи были возобновлены в 2002 году, когда Уганде было разрешено посылать солдат в южные районы Судана, чтобы преследовать повстанцев из «Господней армии».
4) арест лидера оппозиции Киззы Бесидже в 2006 году и избиение в 2011 году.